# Alfredo Alcala
Alfredo P. Alcala (Talisay (Negros Occidental), 23 augustus 1925 – 8 april 2000) was een Filipijns stripauteur. Hij werkte voor Marvel en voor DC Comics.
Alcala debuteerde in 1948 als tekenaar in het blad Bituin Komiks. Maar hij werkte voornamelijk voor Ace Publications waar hij voor verschillende Filipijnse stripbladen rond superhelden werkte: Filippino Komiks, Tagalog Klassiks, Especial Komiks of Hiwaga Komiks. Begin jaren 1970 zette hij de stap naar de Verenigde Staten samen met verschillende andere Filipijnse tekenaars. Hij werkte zowel voor Marvel Comics als voor DC Comics en werkte mee aan Captain Marvel en aan Conan the Barbarian.
- Biblioteca Nacional de España: XX1685818
- Bibliothèque nationale de France: cb12040659k (data)
- Gemeinsame Normdatei: 107668386X
- International Standard Name Identifier: 0000 0000 0016 0355
- Library of Congress Control Number: n86821972
- Nationale Bibliotheek van Tsjechië: xx0236248
- Nationale Bibliotheek van Polen: a0000003581669
- Nederlandse Thesaurus van Auteursnamen: 069180288
- Istituto Centrale per il Catalogo Unico: MODV051660
- Système universitaire de documentation: 240552695
- Virtual International Authority File: 76333913
- WorldCat: E39PBJt3TDGq3xGyYkYp88dG73